# Västerstad
Västerstad (dansk: Vestersted) er en landsby og et sogn i Färs herred i Skåne.
Under Den Skånske Krig blev en styrke  af skånske friskytter under kommando af Simon Andersen omringet i Vestersted præstegård og massakreret af svenskerne 8. oktober 1678, og i 1996 blev der rejst en mindesten for at ære deres minde.
Peter Wieselgren startede afholdsbevægelsen i Norden i byen, men det drejede sig snarere om at kunne have en fest, uden at kaste op bagefter, end om absolutisme.